# 益母草
益母草（学名：Leonurus artemisia），为唇形科益母草属一年生或二年生草本植物。

## 释名
益母草原称“茺蔚”，始载于《神农本草经》“茺蔚子”条下，《本草纲目》云：“此草及子皆充盛密蔚，故名茺蔚”，但《尔雅义疏》则另有解释：“此草气近臭恶，故蒙臭秽之名”，《说文解字》段玉裁注：“臭秽即茺蔚也，按臭茺双声，秽蔚叠韵”。《尔雅·释草》称为“萑”（音同“錐”），《诗经·王风·中谷有蓷》称为“蓷”（音同“推”）。因善治妇科诸病，故得名益母草。又有坤草、野麻、九重楼、野天麻等名称。
益母草学名原为Leonurus japonicus Houtt.，Flora of China将其修订为Leonurus artemisia (Lour.) S. Y. Hu。
此外还有以下异名：
- Leonurus heterophyllus Sweet
- Leonurus sibiricus auct. pl.
- Stachys artemisia Lour.

## 分布
主要分布與歐洲、亞洲的溫帶區域，少數散布在美洲和非洲。模式标本采自越南。
生長於低海拔區域的田野和園圃。

## 生理形態
一年生至二年生草本。高50-120公分。
莖直立，方形。根生葉具有長葉柄，葉片卵心形，開花時便枯萎。
莖生葉亦有葉柄，但最上方的葉片幾乎沒有葉柄，葉片三裂或羽狀深裂，各裂片再分裂成線狀小葉片，葉背密生白色短毛。
花聚生在節上呈現輪繖花序，苞片針刺狀，花萼筒狀，花冠唇形，花白色，花期夏季，果實為小堅果，成熟時呈褐色。
叶轮廓变化很大，茎下部叶轮廓为卵形，茎中部叶轮廓为菱形，花序最上部的苞叶近于无柄，线形或线状披针形。轮伞花序腋生，具8-15花，轮廓为圆球形，径2-2.5厘米。花冠粉红至淡紫红色，长1-1.2厘米。花期通常在6-9月，果期9-10月。

## 药用
益母草干燥地上部分为常用中药，生用或熬膏用。种子称茺蔚子，亦入药用。
中医学认为益母草味苦、辛，性微寒，入心、肝、膀胱经，有如下功效：
- 活血调经：用于妇女胎前产后诸疾。本品入心肝血分，辛行苦泄，活血调经，祛瘀止痛，为妇科经产要药，故有益母之称。多用治血瘀经闭、痛经、经行不畅、产后恶露不下，产后腹痛等。
- 利水消肿：用于治水肿小便不利。本品有利尿消肿之功，又因其具有活血化瘀作用，对水瘀互阻的水肿尤为适宜。气、血、水三者往往相因为病而为水肿，活血可利于行水，故本品可用治水肿，小便不利，尤其是与血分有关的水肿。其意与王不留行、牛膝、泽兰相类。现代用治急、慢性肾炎水肿，单用或配二苓、泽泻、车前子、白茅根之类。

可煎服，用量10－30克。孕妇慎用，或阴虚血少者禁用。
现代药理研究发现益母草主要含益母草碱、水苏碱、益母草定等生物碱。
- 搭配雞血藤服用：益母草活血去瘀，雞血藤行血補血。兩者合用可以用於治療經痛，閉經和月經不調。

- 搭配香蒲服用：香蒲行血去瘀止血。兩者合用可以活血去瘀止血，用於治療產後瘀血惡露不盡或惡露不下。

- 搭配香附子服用：香附子疏肝理氣，調經止痛。兩者合用有行氣活血，調經止痛之功效，可以用於月經不調，經前腹痛和產後瘀血腹痛。

- 搭配元胡服用：元胡行氣止痛活血。兩者合用可治療因瘀血而引起的經痛。

- 產後因瘀血導致腹痛者，可用益母草搭配當歸，川芎，桃仁，炮薑與紅花一同服用。

## 外部連結
- . . 中国科学院植物研究所 –iPlant 植物智植物物种信息系统 （中文（中国大陆））.

- 益母草 Yimucao （页面存档备份，存于） 藥用植物圖像數據庫 (香港浸會大學中醫藥學院)
- 茺蔚子 中藥材圖像數據庫  (香港浸會大學中醫藥學院) （中文）（英文）
- 益母草 Yimucao （页面存档备份，存于） 中藥材圖像數據庫 (香港浸會大學中醫藥學院)
- 益母草 中藥材圖像數據庫  (香港浸會大學中醫藥學院) （中文）（英文）
- 茺蔚子 Chong Wei Zi （页面存档备份，存于） 中藥標本數據庫 (香港浸會大學中醫藥學院) （繁體中文）（英文）